# تاریخ سری
گذشته رازآمیز (انگلیسی: The Secret History) نخستین داستان دونا تارت نویسندهٔ امریکایی اهل می‌سی‌سی‌پی است که در سال ۱۹۹۲ توسط انتشارات آلفرد ای ناپ منتشر شد. چاپ نخست این کتاب در شمارگان ۷٬۵۰۰ نسخه به چاپ رسید حال آن‌که معمولاً کتاب‌های چاپ نخست در ۱۰٬۰۰۰ نسخه به چاپ می‌رسند.
این کتاب، داستان شش دانشجوی ممتاز مطالعات کلاسیک کالج ورمانت را بازگو می‌کند. این کالج در بسیاری از جهات با کالج بنینگتون در بنینگتون شباهت دارد. دونا تارت در بین سال‌های ۱۹۸۲ تا ۱۹۸۶ دانشجوی این کالج بوده‌است. با بروز یک قتل در این گروه، این جمع دانشجویان هم در اجتماعات علمی و هم جامعه، منزوی می‌شوند.
این داستان بیش از آن‌که به سبک داستان‌های کاراگاهی معکوس همانند شرلوک هولمز شباهت داشته باشد به سبک داستانهای پلیسی نزدیک‌تر است. در این داستان یکی از شش دانشجو به نام ریچارد پاپن راوی داستان است. این داستان، همانندی بسیاری با تحمیل سرنوشت و رویدادهای ملودرام با تراژدی دارد.